# Persone di cognome Mills
| Questa pagina contiene informazioni ricavate automaticamente dalle voci biografiche con l'ausilio del template Bio e di un bot. L'aggiornamento è periodico e automatico e ricostruisce completamente la pagina. Se manca una persona in questa lista, sei pregato di non aggiungerla, ma accertati piuttosto che la sua voce biografica contenga il template Bio e che i dati anagrafici siano correttamente compilati. Se il template Bio manca, inseriscilo tu stesso o, in alternativa, metti l'avviso {{tmp\|Bio}} che ne segnala la mancanza. Se i dati riportati sono sbagliati, correggi direttamente la voce biografica; le modifiche saranno visibili in questa lista entro pochi giorni. Per chiarimenti vedi il progetto antroponimi. La lista contiene solo le 83 persone che sono citate nell'enciclopedia e per le quali è stato implementato correttamente il template Bio. Pagina aggiornata al 23 lug 2025. |

Questa è una lista di persone presenti nell'enciclopedia che hanno il cognome Mills, suddivise per attività principale.

## Allenatori di calcio(2)
- Gary Mills, allenatore di calcio e ex calciatore inglese (Northampton, n. 1961)
- Roly Mills, allenatore di calcio e calciatore inglese (Daventry, n. 1933 - † 2010)

## Architetti(1)
- Robert Mills, architetto statunitense (Charleston, n. 1781 - Washington, † 1855)

## Artiste(1)
- Lorna Mills, artista canadese (Calgary)

## Attori(4)
- John Mills, attore britannico (North Elmham, n. 1908 - Denham, † 2005)
- Judson Mills, attore statunitense (Washington, n. 1969)
- Mort Mills, attore statunitense (New York, n. 1919 - Ventura, † 1993)
- Thomas R. Mills, attore e regista inglese (Lambeth, n. 1878 - Woodland Hills, † 1953)

## Attrici(4)
- Alley Mills, attrice statunitense (Chicago, n. 1951)
- Donna Mills, attrice e produttrice televisiva statunitense (Chicago, n. 1940)
- Hayley Mills, attrice britannica (Londra, n. 1946)
- Juliet Mills, attrice britannica (Londra, n. 1941)

## Attrici pornografiche(1)
- Bree Mills, attrice pornografica statunitense (Boston, n. 1981)

## Aviatori(1)
- Reginald Percy Mills, aviatore inglese (Spalding, n. 1885 - Hobart, † 1968)

## Bassisti(1)
- Mike Mills, bassista e polistrumentista statunitense (contea di Orange, n. 1958)

## Calciatori(8)
- Danny Mills, ex calciatore inglese (Norwich, n. 1977)
- George Mills, calciatore britannico (Deptford, n. 1908 - Torquay, † 1970)
- Joseph Mills, ex calciatore inglese (Swindon, n. 1989)
- Matthew Mills, ex calciatore inglese (Swindon, n. 1986)
- Mick Mills, ex calciatore e allenatore di calcio inglese (Godalming, n. 1949)
- Lee Mills, ex calciatore inglese (Mexborough, n. 1970)
- Simon Mills, ex calciatore inglese (Sheffield, n. 1964)
- Steve Mills, calciatore inglese (Portsmouth, n. 1953 - Southampton, † 1988)

## Canottieri(1)
- Robert Mills, ex canottiere canadese (Halifax, n. 1957)

## Cantanti(3)
- Crispian Mills, cantante, chitarrista e regista britannico (Londra, n. 1973)
- Florence Mills, cantante, ballerina e cabarettista statunitense (Washington, n. 1896 - New York, † 1927)
- Stephanie Mills, cantante e attrice teatrale statunitense (New York, n. 1957)

## Cestiste(1)
- Tausha Mills, ex cestista statunitense (Dallas, n. 1976)

## Cestisti(7)
- Chris Mills, ex cestista statunitense (Los Angeles, n. 1970)
- Dave Mills, cestista statunitense (Columbus, n. 1940 - † 2001)
- John Mills, cestista statunitense (Flat Lick, n. 1919 - Flat Lick, † 1995)
- Julien Mills, ex cestista statunitense (Indianapolis, n. 1985)
- Patty Mills, cestista australiano (Canberra, n. 1988)
- Sherron Mills, cestista statunitense (Salisbury, n. 1971 - Baltimora, † 2016)
- Terry Mills, ex cestista e allenatore di pallacanestro statunitense (Romulus, n. 1967)

## Chimici(2)
- Victor Mills, chimico e inventore statunitense (Milford, n. 1897 - Tucson, † 1997)
- William Hobson Mills, chimico britannico (n. 1873 - † 1959)

## Compositori(1)
- Kerry Mills, compositore statunitense (Filadelfia, n. 1869 - Hawthorne, † 1948)

## Disc jockey(1)
- Jeff Mills, disc jockey e produttore discografico statunitense (Detroit, n. 1963)

## Fisici(1)
- Robert Mills, fisico statunitense (Englewood, n. 1927 - Charleston, † 1999)

## Fumettisti(1)
- Pat Mills, fumettista e scrittore britannico (Ipswich, n. 1949)

## Ginnaste(1)
- Phoebe Mills, ex ginnasta statunitense (Northfield, n. 1972)

## Giocatori di football americano(5)
- Davis Mills, giocatore di football americano statunitense (Atlanta, n. 1998)
- Jalen Mills, giocatore di football americano statunitense (Dallas, n. 1994)
- Jordan Mills, giocatore di football americano statunitense (Thibodaux, n. 1990)
- Rylie Mills, giocatore di football americano statunitense (Lake Bluff, n. 2001)
- Sam Mills, giocatore di football americano statunitense (Neptune City, n. 1959 - Charlotte, † 2005)

## Imprenditori(2)
- Bertram Mills, imprenditore britannico (Londra, n. 1873 - Chalfont St. Giles, † 1938)
- Ogden Mills, imprenditore statunitense (Sacramento, n. 1856 - † 1929)

## Mezzofondisti(2)
- Billy Mills, ex mezzofondista e maratoneta statunitense (Pine Ridge, n. 1938)
- George Mills, mezzofondista britannico (n. 1999)

## Modelle(2)
- Alexandria Mills, modella statunitense (Louisville, n. 1992)
- Heather Mills, ex modella e attivista britannica (Aldershot, n. 1968)

## Modelli(1)
- Noah Mills, supermodello e attore canadese  |NazionalitàNaturalizzato = statunitense (Toronto, n. 1983)

## Nobili(1)
- Beatrice Mills, nobile statunitense (Newport, n. 1883 - Parigi, † 1972)

## Nuotatori(2)
- John Mills, ex nuotatore britannico (n. 1953)
- Ronald Mills, ex nuotatore statunitense (Fort Worth, n. 1951)

## Nuotatrici(1)
- Alice Mills, nuotatrice australiana (Brisbane, n. 1986)

## Pallanuotiste(1)
- Melissa Mills, pallanuotista australiana (Sydney, n. 1973)

## Pianisti(1)
- Frank Mills, pianista canadese (Montréal, n. 1942)

## Piloti di rally(1)
- Phil Mills, copilota di rally britannico (Trefeglwys, n. 1963)

## Pistard(1)
- Ernie Mills, pistard britannico (Croydon, n. 1913 - Londra, † 1972)

## Politiche(1)
- Janet Mills, politica statunitense (Farmington, n. 1947)

## Politici(1)
- Cory Mills, politico statunitense (Winter Haven, n. 1980)

## Produttori discografici(1)
- Irving Mills, produttore discografico statunitense (New York, n. 1894 - Palm Springs, † 1985)

## Produttori televisivi(1)
- Barry Mills, produttore televisivo, sceneggiatore e doppiatore statunitense (Norfolk, n. 1965)

## Progettisti(1)
- Clark Mills, progettista statunitense (Michigan, n. 1915 - Clearwater, † 2001)

## Rapper(4)
- Consequence, rapper statunitense (Queens, n. 1977)
- IDK, rapper e cantautore britannico (Londra, n. 1992)
- Travis Mills, rapper, attore e modello statunitense (Riverside, n. 1989)
- Dizzee Rascal, rapper britannico (Londra, n. 1984)

## Registi(1)
- Mike Mills, regista e sceneggiatore statunitense (Berkeley, n. 1966)

## Scacchisti(1)
- Daniel Yarnton Mills, scacchista scozzese (Stroud, n. 1846 - Londra, † 1904)

## Schermitrici(1)
- Noam Mills, schermitrice israeliana (Hod HaSharon, n. 1986)

## Scrittori(3)
- John Mills, scrittore inglese (n. 1717)
- Magnus Mills, scrittore britannico (Birmingham, n. 1954)
- Mark Mills, scrittore e sceneggiatore britannico (Ginevra, n. 1963)

## Storici(1)
- Charles Mills, storico inglese (Greenwich, n. 1788 - Southampton, † 1826)

## Tennisti(1)
- Alan Mills, tennista e giudice di tennis britannico (Stretford, n. 1935 - Stretford, † 2024)

## Tiratori di fune(1)
- Edwin Mills, tiratore di fune britannico (Stretton Baskerville, n. 1878 - Ashby-de-la-Zouch, † 1946)

## Tuffatrici(1)
- Samantha Mills, tuffatrice australiana (Port Noarlunga, n. 1992)

## Veliste(1)
- Hannah Mills, velista britannica (Cardiff, n. 1988)

## Velocisti(1)
- Derek Mills, ex velocista statunitense (Washington, n. 1972)